# پیر مونی
پیر مونی (فرانسوی: Pierre Mony‎؛ ۲۳ مارس ۱۸۹۶ – ۱ ژانویهٔ ۱۹۸۰) بازیکن فوتبال اهل فرانسه بود.
از باشگاه‌هایی که در آن بازی کرده‌است می‌توان به اشاره کرد.
وی همچنین در تیم ملی فوتبال فرانسه بازی کرده‌است.